# Неркин-Чамбарак
Неркин-Чамбарак (също, Нижний Чамбарак, на арменски: Ներքին Ճամբարակ) е град в област Гегаркуник в Армения.